# ジャヤー・バッチャン
ジャヤー・バッチャン（Jaya Bachchan、ヒンディー語：जया बच्चन、旧姓：バドゥリ Bhaduri、1948年4月9日 - ）は、インドの映画女優、政治家である。夫は俳優のアミターブ・バッチャン。政治家としてはサマジワディ党に属し、特に2004年から4期にわたってラージヤ・サバー（連邦議会の上院）の議員を務めている。女優としては特に、主流の映画と「中庸」の映画の両方で、自然なスタイルの演技に力を入れてきたことで知られている。キャリアの間に、3度の主演女優賞と3度の助演女優賞を含む9度のフィルムフェア賞を受賞し、2007年にはフィルムフェア賞 生涯功労賞を受賞した。1992年、インド政府からパドマ・シュリー勲章を授与された。

## キャリア

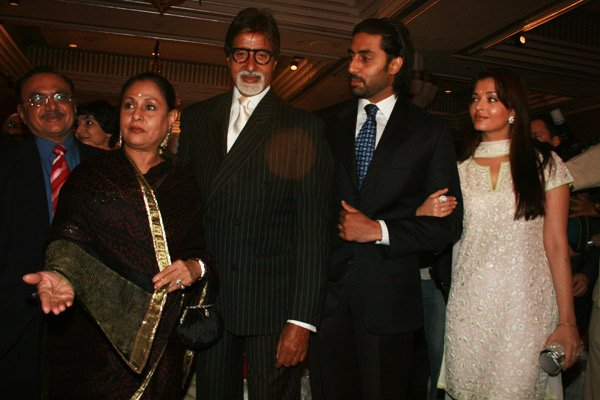
ジャヤーと夫のアミターブ・バッチャン、息子のアビシェーク・バッチャン、義理の娘のアイシュワリヤー・ラーイ・バッチャン

15歳のとき、サタジット・レイ監督のベンガル語映画『Mahanagar』（1963年）で映画に初出演した。この作品でアニル・チャテルジー、マドビー・ムカルジーと共演している。その後、13分の短編映画『Suman』とコメディ映画『Dhanyee Meye』（1971年）という2本のベンガル語映画に出演した。後者ではウッタム・クマールの義理の姉役を演じた。
レイとの仕事で得た経験に触発され、ジャヤーはプネーにあるインド映画テレビ研究所（FTII）に入学し、ゴールドメダルを獲得して卒業した。リシケーシュ・ムカルジーは『Guddi』（1971年）で、映画スターのダルメンドラに熱を上げる小柄なスクールガール、映画と同じ名前を持つ「Guddi」役としてジャヤーを抜擢した。この作品は成功を収め、ジャヤーに「隣の女の子（ガール・ネクスト・ドア）」としてのイメージを定着させた。その後もジャヤーはしばしばこのイメージと関連付けて語られる。『Jawani Diwani』（1972年）のような華やかな役や、『Anamika』（1973年）のような記憶喪失のヒロインという割合ネガティブな役を演じることもあったが、グルザールやバース・チャテルジー、リシケーシュ・ムカルジーといった「ミドルシネマ」の監督たちの作品において、中流階級の感性を象徴するような役を好んで演じたことで最も知られている。例としては、『Uphaar』（1971年）、『Piya Ka Ghar』（1972年）、『Parichay』 (1972年)、『Koshish』（1972年）、『Bawarchi』（1972年）などである。これらの映画を通じて、ジャヤーはスターの座に上り詰めていく。
グルザールの『Koshish』（1972年）で、ジャヤーはサンジーヴ・クマールとともに障害者としての困難を乗り越える聴覚障害者のカップルを演じた。彼女はこの映画が、後にソーシャルワークに携わるきっかけとなる「学習体験」になったと述べている。
後に夫となるアミターブ・バッチャンとはじめて共演したのは『Bansi Birju』（1972年）である。続いて同年の『Ek Nazar』（B・R・イーシャラ監督）でも2人は共演した。サリーム＝ジャーヴェードが書いた『Zanjeer』（1973年）では、主役に起用されたアミターブが興行的な失敗続きで不遇の時期だったこともあり、ほとんどのヒロイン候補が彼と共演したがらなかった中、ジャヤーはこの仕事を受けた。同作は大ヒットし、アミターブ・バッチャンの「怒れる若者」としてのイメージを定着させることになる。この後2人がペアとして共演した『Abhimaan』（1973年）、『Chupke Chupke』（1975年）『Mili』（1975年）、『Sholay』（1975年）といった映画は、立て続けに大きなヒットを飛ばした。

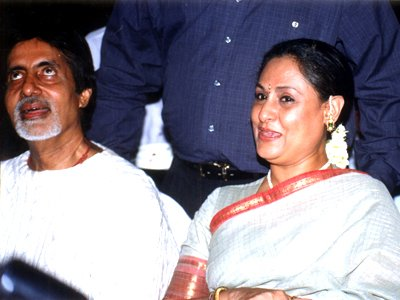
夫のアミターブと（2002年）

ジャヤーとアミターブが『Sholay』の仕事をしているころに娘のシュエターが生まれた。この後ジャヤーは映画界から退き子育てに専念したが、例外的にヤシュ・チョプラーの『Silsila』（1981年）には出演し、再び夫と共演した。1980年代後半にはアミターブ主演の『Shahenshah』（1988年）でストーリー制作を務めた。
ナクサライト運動を扱ったゴーヴィンド・ニハラニの『Hazaar Chaurasi Ki Maa』（1998年）で18年ぶりに映画界に復帰したジャヤーは、2000年に『Fiza』でフィルムフェア賞の助演女優賞を受賞。家族をテーマにしたカラン・ジョーハルの『家族の四季 -愛すれど遠く離れて- Kabhi Khushi Kabhie Gham...』（2001年）では夫アミターブと夫婦として共演し、同監督の『たとえ明日が来なくてもKal Ho Naa Ho』（2003年）ではプリーティ・ジンタの母親ジェニファー・カプール役を演じた。この両作でもフィルムフェア賞助演女優賞を獲得した。また、『LaagaChunari Mein Daag』（2007年）と『Drona』（2008年）では、息子のアビシェーク・バッチャンと共演した。
2011年には、バングラデシュ映画『Meherjaan』に出演し、ヴィクター・バナルジー、フマーユーン・ファリディと共演した。この映画は、1971年バングラデシュ大虐殺を背景としたバングラデシュとパキスタンのラブストーリーを扱った作品である。

## 政治家としての経歴
ジャヤーは2004年にサマジワディ党から国会議員としてはじめて選出され、2006年3月までラージヤ・サバー（連邦議会上院）でウッタル・プラデーシュ州の代議士を務めた。彼女はアミターブに政界進出を反対されたが、共通の友人であるアマル・シンの後押しを受けて出馬したという。2006年6月から2010年7月までの第2期に再選したが、2010年2月に任期を完了する意向を表明した。2012年からの第3期、2018年からの第4期といずれもサマジワディ党としてラージヤ・サバ―で議員を務めた。さらに、2021年西ベンガル州議会選挙では全インド草の根会議派として選挙運動を行った。

## 論争
2008年後半、『Drona』の音楽発表中のジャヤーの演説が、マハーラーシュトラ州の政治家の一部から批判を受けた。同作の監督であるゴールディ・ビールが英語で紹介スピーチをしたことに反応して、彼女はヒンディー語で "Hum UP ke log hain, isliye Hindi mein baat karenge, Maharashtra ke log maaf kijiye." （訳：「私たちはUP（ウッタル・プラデーシュ州）の人間ですので、ヒンディー語で話します。マハーラーシュトラのみなさん、ご容赦くださいね」）と語った。 続いて、女優のプリヤンカー・チョプラーにもヒンディー語で話すよう促した。マハーラーシュトラ州の極右政党、マハラシュトラ・ナヴニルマン・セーナー（MNS）党首のラージ・タークレーは、声明の中でマハーラーシュトラのすべての人々に言及する必要はなかったとコメントし、州民の感情を傷つけたことを公の場で謝罪しなければ、バッチャンの映画をすべて禁止すると脅した。実際にMNSの党員たちは、夫のアミターブが主演する映画『最後のリア』を上映している劇場に攻撃を加え始めた。また、MNSと同じくマハーラーシュトラを基盤とする右派政党シヴ・セーナーの国会議員であるサンジャイ・ラウトも「ムンバイで成功と幸運を手に入れた後に、我々がUP州出身だと言いたくなったのなら、それはとても残念なことだ」とジャヤーの発言を批判した。アミターブ・バッチャンは、妻に代わってこの発言を謝罪した。

## 私生活
ジャヤーは、ジャーナリストで作家、詩人のタルーン・クマール・バドゥリとその妻インディラの娘として生まれた。 父はこの地域でのジャーナリスト／ライターとしての経験を綴った名著『Obhishopto Chambol』（『呪われたチャンバル』）を執筆した人物である。
1973年6月3日、ジャヤーはアミターブ・バッチャンと結婚した。夫婦には2人の子、シュエター・バッチャンと、俳優でもあるアビシェーク・バッチャンがいる。 シュエターは実業家でデリーのカプールファミリーの孫にあたるニキル・ナンダーと結婚し、2人の子、ナヴヤー・ナヴェリーとアガスティヤー・ナンダーがいる。一方、アビシェーク・バッチャンは女優のアイシュワリヤー・ラーイと結婚し、娘のアーラーディヤ・バッチャンがいる。

## 受賞歴

### 民間人賞
- 1992年 – パドマ・シュリー勲章 - インド政府から与えられる、インドで4番目に格式の高い民間人賞。夫のアミターブと

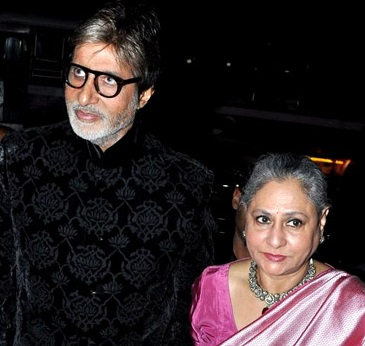
夫のアミターブと

### フィルムフェア賞
受賞
- 1972年 – 特別賞 –『Uphaar』
- 1974年 – 主演女優賞 –『Abhimaan』（『ボビー』のディンパル・カパーディヤーとの同時受賞）
- 1975年 – 主演女優賞 –『Kora Kagaz』
- 1980年 – 主演女優賞 –『Nauker』
- 1998年 – 特別賞 –『Hazaar Chaurasi Ki Maa』
- 2001年 – 助演女優賞 –『Fiza』
- 2002年 – 助演女優賞 – 『家族の四季 -愛すれど遠く離れて- Kabhi Khushi Kabhie Gham...』
- 2004年 – 助演女優賞 – 『たとえ明日が来なくても Kal Ho Naa Ho』
- 2007年 – 生涯功労賞（英語版）

ノミネート
- 1972年 – 主演女優賞 –『Guddi』
- 1972年 – 主演女優賞 –『Uphaar』
- 1974年 – 主演女優賞 –『Koshish』
- 1976年 – 主演女優賞 –『Mili』
- 1982年 – 主演女優賞 –『Silsila』

### 国際インド映画アカデミー賞
受賞
- 2001年 – 助演女優賞 –『Fiza』
- 2002年 – 助演女優賞 – 『家族の四季 -愛すれど遠く離れて- Kabhi Khushi Kabhie Gham...』
- 2004年 – 助演女優賞 – 『たとえ明日が来なくても Kal Ho Naa Ho』

### その他の映画賞
受賞
- 1972年 – ベンガル映画ジャーナリスト協会賞 – 特別賞（ヒンディー映画）–『Guddi』[23]
- 1999年 – アナンダローク賞 – 特別編集者賞
- 2001年 – ベンガル映画ジャーナリスト協会賞 – 助演女優賞 –『Fiza』[24]
- 2001年 – ジー・シネ・アワード - 最優秀助演女優賞 –『Fiza』
- 2002年 – Sansui Viewers Choice Awards – 助演女優賞–『家族の四季 -愛すれど遠く離れて- Kabhi Khushi Kabhie Gham...』[25]

### 栄誉と表彰
- 1994年 – ヤシュ・バーラティ・アワード（英語版）（ウッタル・プラデーシュ州政府によるウッタルプラデーシュ州の最高民間人賞）[26]
- 1998年 – オメガ・アワード・フォー・エクセレンス – 生涯功労賞
- 2000年 – 「映画への貢献」に対するムンバイ動画アカデミー賞[27]
- 2004年 – Sansui Awards - 生涯功労賞[28]
- 2010年 – 第3回ロンドン・アジア・フィルム・フェスティバル（Tongues On Fire） - 生涯功労賞[29][30]
- 2012年 – ジャイプール国際映画祭（JIFF） - 生涯功労賞[31]
- 2013年 – インドの劇場・映画への貢献に対するMaster Deenanath Mangeshkar  (Vishesh Puraskar) Award[32][33]
- 2017年 – 最優秀国会議員賞

## フィルモグラフィ
| 公開年 | タイトル                                                    | 共演者                                   | 備考                           |
| ------ | ----------------------------------------------------------- | ---------------------------------------- | ------------------------------ |
| 1963   | Mahanagar                                                   | -                                        | ベンガル語映画                 |
| 1971   | Guddi                                                       | サミット・バーニャ                       |                                |
| 1971   | Dhanyee Meye                                                | -                                        | ベンガル語映画                 |
| 1971   | Uphaar                                                      | スワラップ・ダッタ                       | フィルムフェア特別賞           |
| 1971   | Janani                                                      | 不明                                     | ベンガル語映画                 |
| 1972   | Jawani Diwani                                               | ランディール・カプール                   |                                |
| 1972   | Bawarchi                                                    | ラジェシュ・カーンナ                     |                                |
| 1972   | Parichay                                                    | ジーテーンドラ                           |                                |
| 1972   | Bansi Birju                                                 | アミターブ・バッチャン                   |                                |
| 1972   | Piya Ka Ghar                                                | アニル・ダワン                           |                                |
| 1972   | Annadata                                                    | アニル・ダワン                           |                                |
| 1972   | Ek Nazar                                                    | アミターブ・バッチャン                   |                                |
| 1972   | Samadhi                                                     | ダルメンドラ                             |                                |
| 1972   | Koshish                                                     | サンジーヴ・クマール                     |                                |
| 1972   | Shor                                                        | マノージ・クマール                       |                                |
| 1972   | Jai Jawan Jai Makan                                         | 不明                                     |                                |
| 1973   | Gaai Aur Gori                                               | シャトルガン・シンハ                     |                                |
| 1973   | Anamika                                                     | サンジーヴ・クマール                     |                                |
| 1973   | Phagun                                                      | ヴィジャイ・アローラ                     |                                |
| 1973   | Zanjeer                                                     | アミターブ・バッチャン                   |                                |
| 1973   | Abhimaan                                                    | アミターブ・バッチャン                   | フィルムフェア主演女優賞       |
| 1974   | Aahat - Ek Ajib Kahani                                      | ヴィノード・メーラ                       | 諸事情により公開は2010年       |
| 1974   | Dil Diwana                                                  | ランディール・カプール                   |                                |
| 1974   | Kora Kagaz                                                  | ヴィジャイ・アナンド                     | フィルムフェア主演女優賞       |
| 1974   | Naya Din Nai Raat                                           | サンジーヴ・クマール                     |                                |
| 1974   | Doosri Sita                                                 | ロメシュ・シャルマ                       |                                |
| 1975   | Mili                                                        | アミターブ・バッチャン                   |                                |
| 1975   | Chupke Chupke                                               | アミターブ・バッチャン                   |                                |
| 1975   | Sholay                                                      | アミターブ・バッチャン                   |                                |
| 1977   | Abhi To Jee Lein                                            | ダニー                                   | 未公開                         |
| 1978   | Ek Baap Chhe Bete                                           | ゲスト                                   |                                |
| 1979   | Nauker                                                      | サンジーヴ・クマール                     | フィルムフェア主演女優賞       |
| 1981   | Silsila                                                     | アミターブ・バッチャン、シャシ・カプール |                                |
| 1995   | Akka                                                        | アミターブ・バッチャン                   | マラーティー語映画             |
| 1998   | Hazaar Chaurasi Ki Maa                                      | アヌパム・カー                           | フィルムフェア特別賞           |
| 2000   | Fiza                                                        | -                                        | フィルムフェア助演女優賞       |
| 2001   | 家族の四季 -愛すれど遠く離れて- Kabhi Khushi Kabhie Gham... | アミターブ・バッチャン                   | フィルムフェア助演女優賞       |
| 2002   | Koi Mere Dil Se Poochhe                                     | -                                        |                                |
| 2002   | Desh                                                        | -                                        | ベンガル語映画                 |
| 2003   | たとえ明日が来なくても Kal Ho Naa Ho                        | -                                        | フィルムフェア助演女優賞       |
| 2007   | Laaga Chunari Mein Daag                                     | アヌパム・カー                           |                                |
| 2008   | Lovesongs:Yesterday, Today & Tomorrow                       | -                                        |                                |
| 2008   | Drona                                                       | -                                        |                                |
| 2010   | Aap Ke Liye Hum                                             | なし                                     |                                |
| 2011   | Meherjaan                                                   | フマーユーン・ファリディ                 | ベンガル語／バングラデシュ映画 |
| 2013   | Sunglass                                                    | ナシーラディン・シャー                   | ベンガル語／ヒンディー語映画   |
| 2016   | キ&カ ～彼女と彼～ Ki & Ka                                  | アミターブ・バッチャン                   |                                |